# Simple Outline XML
Simple Outline XML (SOX) – alternatywny sposób zapisu języka znaczników XML, łatwiejszy do czytania i redagowania w prostym edytorze tekstowym. Jednocześnie SOX może być łatwo przetłumaczony na XML.
Motywacją stworzenia uproszczonej notacji dla języka XML było to, iż większość edytorów XML nie oddaje w pełni struktury dokumentu XML. SOX ma za zadanie ułatwić prace programistów którzy muszą posługiwać się kodem XML

## Przykład
Poniżej przedstawiony jest fragment kodu odpowiadający prostemu dokumentowi w języku HTML:
```
 html>
   head>
     title> Moja strona WWW
   body>
     h1> Kontakt
     p>  Mój adres poczty elektronicznej to
       a> href=mailto:j.a@domena.pl
          j.a@domena.pl
       . Nie mówcie o tym spambotom.

```